# Вісай Папуванін
Вісай Папуванін (нар. 12 червня 1985, В'єнтьян) — лаоський футболіст, що грає на позиції нападника у клубі «Лао Поліс», а також збірній Лаосу.

## Клубна кар'єра
У дорослому футболі Вісай Папуванін дебютував у 2002 році в таїландській команді «Удон Тані». З 2004 до 2012 року виступав на батьківщині за столичний клуб «В'єнтьян». У 2005 і 2006 роках став у складі команди чемпіоном країни. У 2013—2014 роках грав у складі команди «Лао Поліс», а в 2015 році у складі клубу «Істерн Стар». З 2016 до 2017 року Вісай Папуванін грав у лаоському клубі «Електрісіт дю Лаос». З 2019 року вдруге за свою кар'єру гравця грає у клубі «Лао Поліс».

## Виступи за збірну
У 2002 році Вісай Папуванін дебютував у складі збірної Лаосу, в якій грав до 2013 року. У складі збірної він провів 51 матч, та відзначився 18 забитими м'ячами, що є кращим результатом збірної за всю її історію.